# سایمون پکهام
سایمون پکهام (انگلیسی: Simon Peckham) (زاده ۱۳ اوت ۱۹۶۲) کارآفرین، بازرگان و مدیر ارشد اجرایی بریتانیایی است، که در حال حاضر به‌عنوان مدیر عامل اجرایی شرکت مل‌رز فعالیت می‌کند.